# Retama sphaerocarpa
Retama sphaerocarpa är en ärtväxtart som först beskrevs av Carl von Linné, och fick sitt nu gällande namn av Pierre Edmond Boissier. Retama sphaerocarpa ingår i släktet Retama och familjen ärtväxter. Inga underarter finns listade i Catalogue of Life.

## Bildgalleri

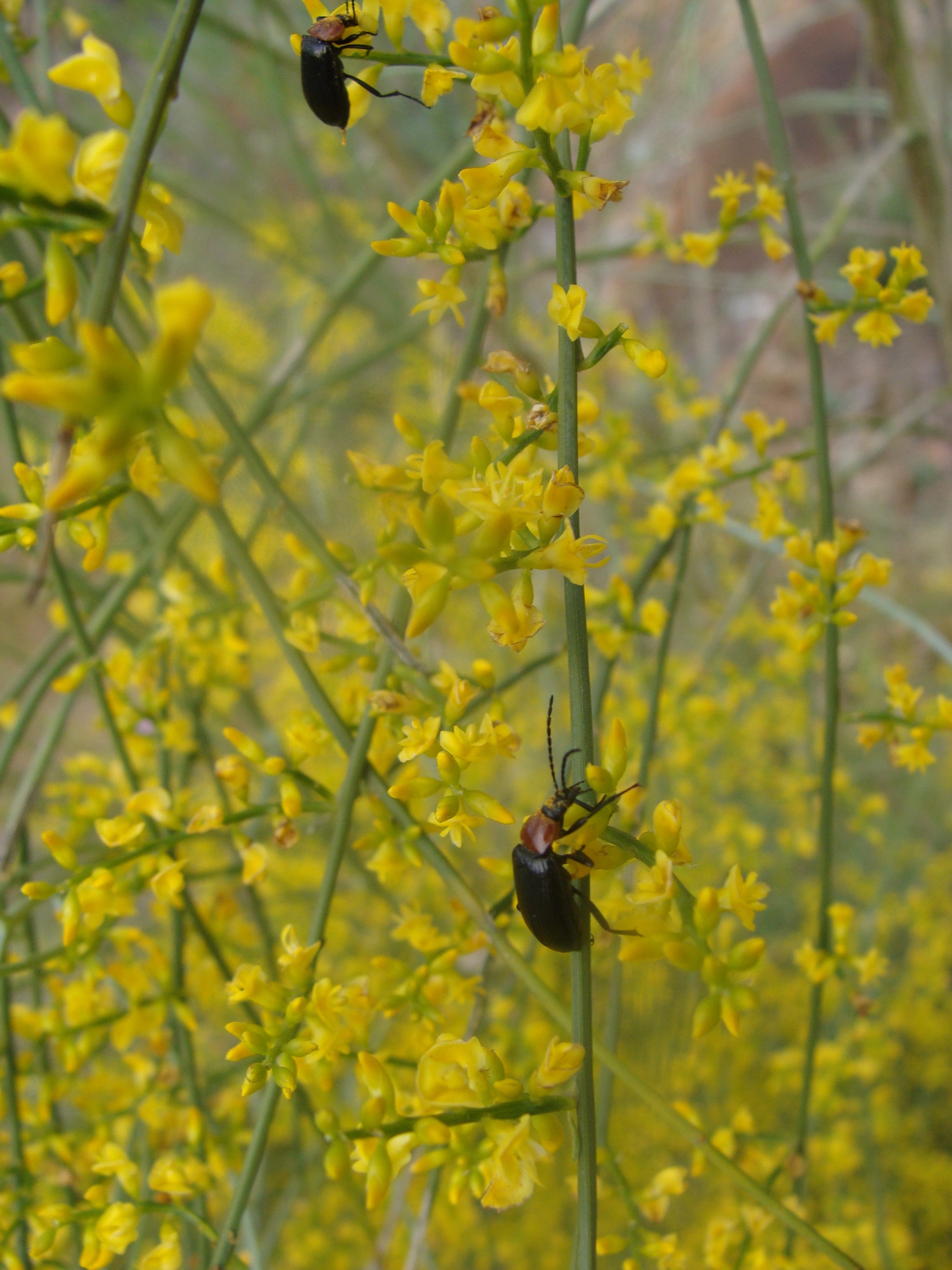
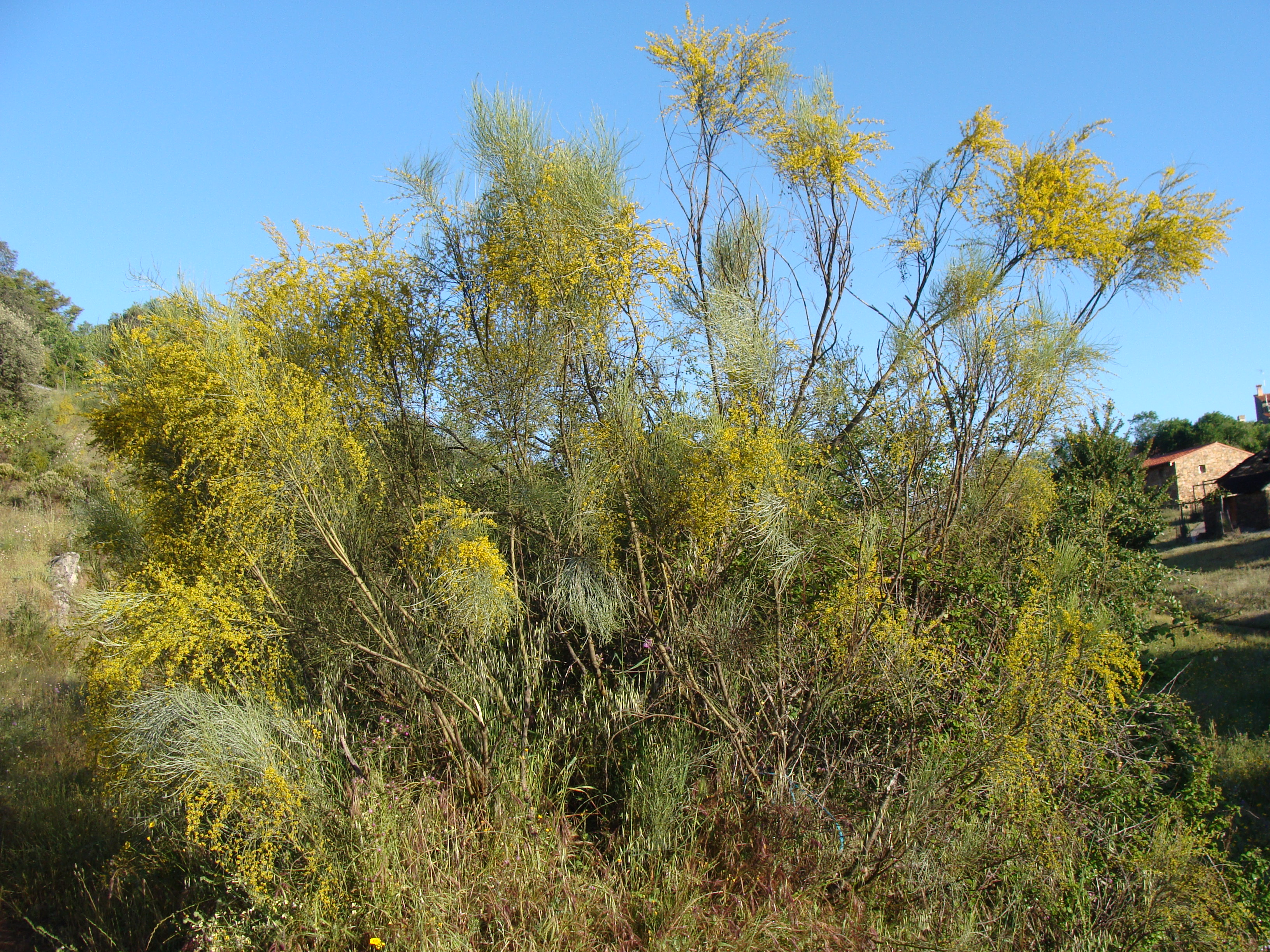
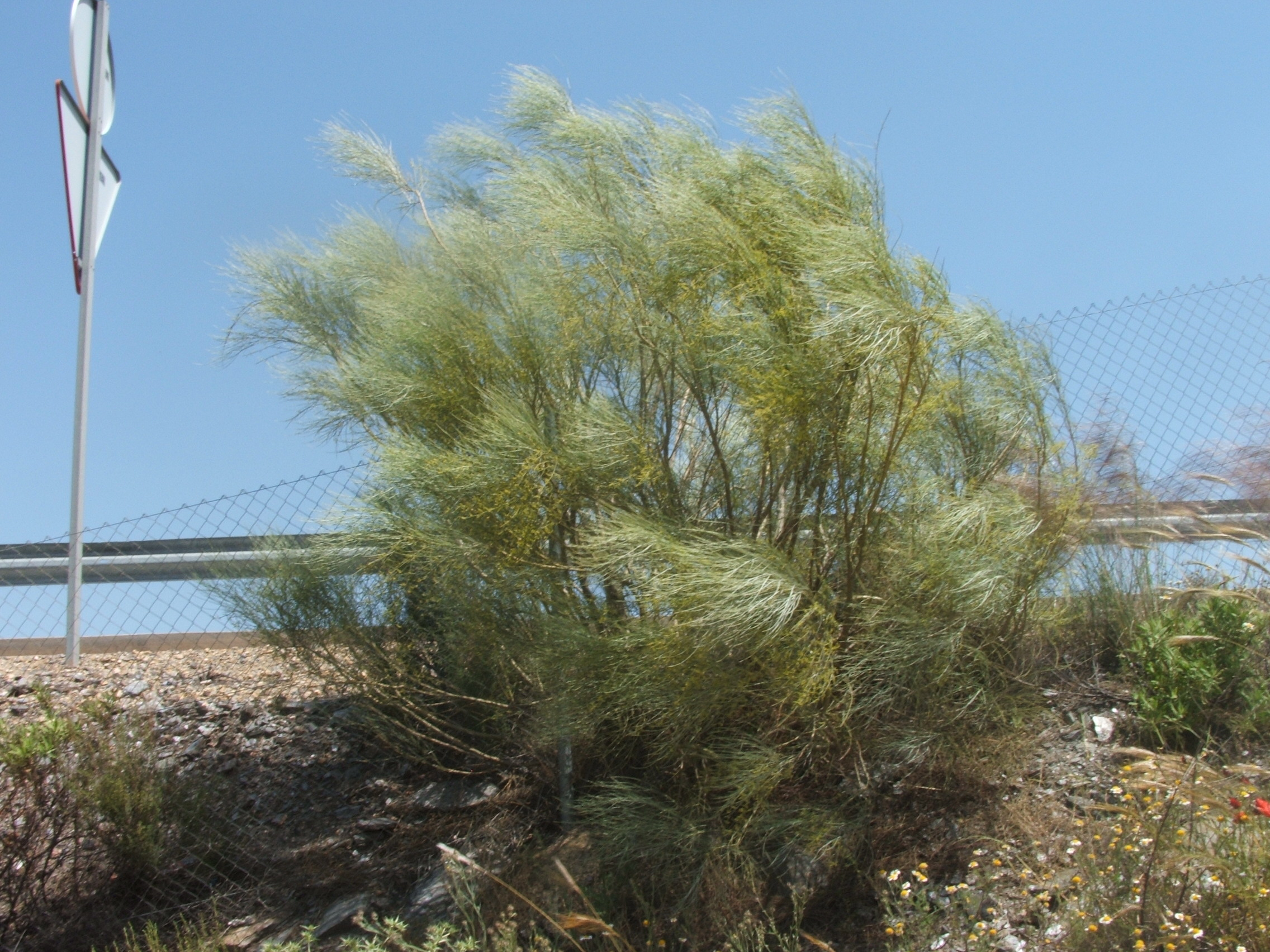
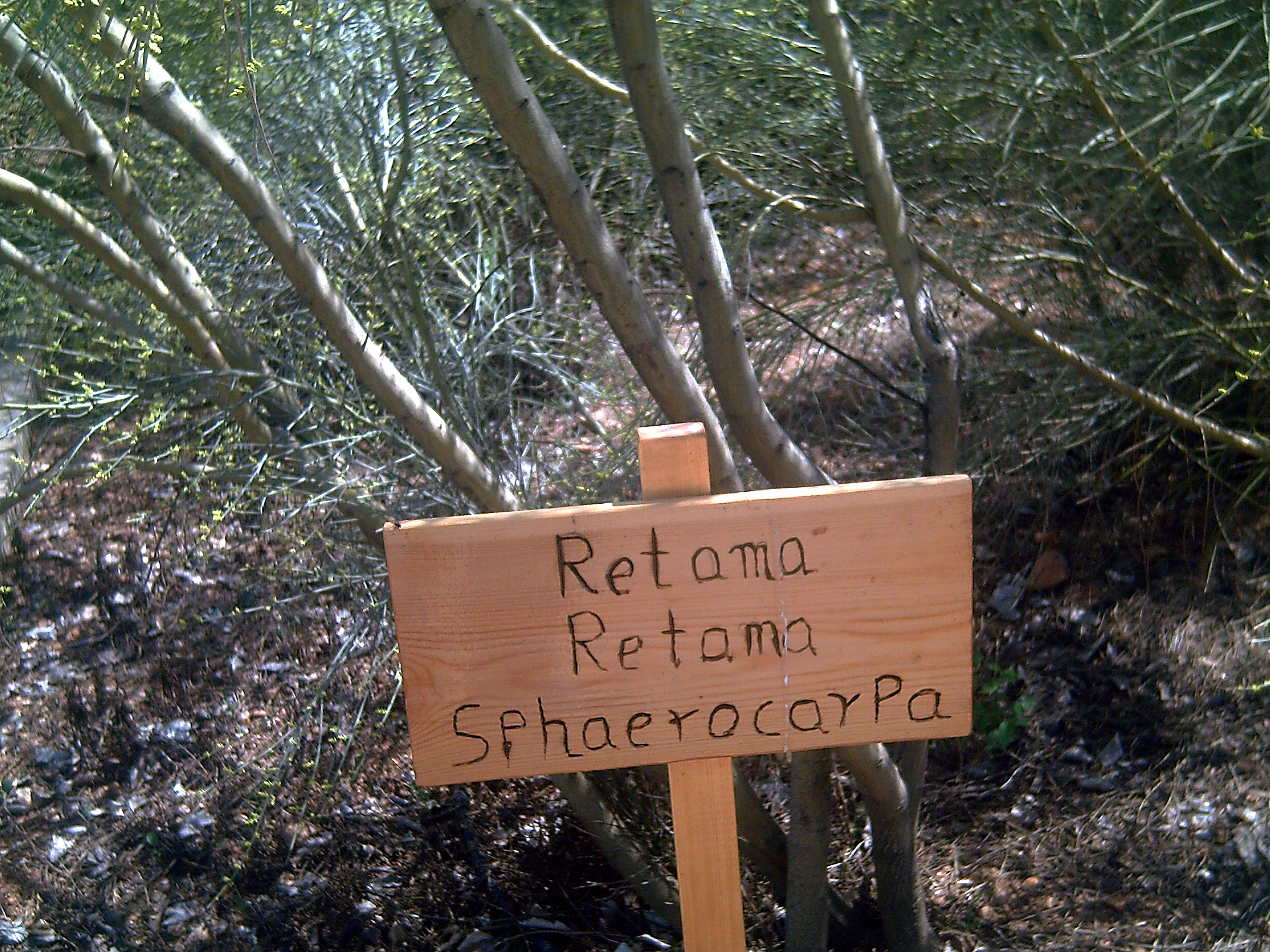
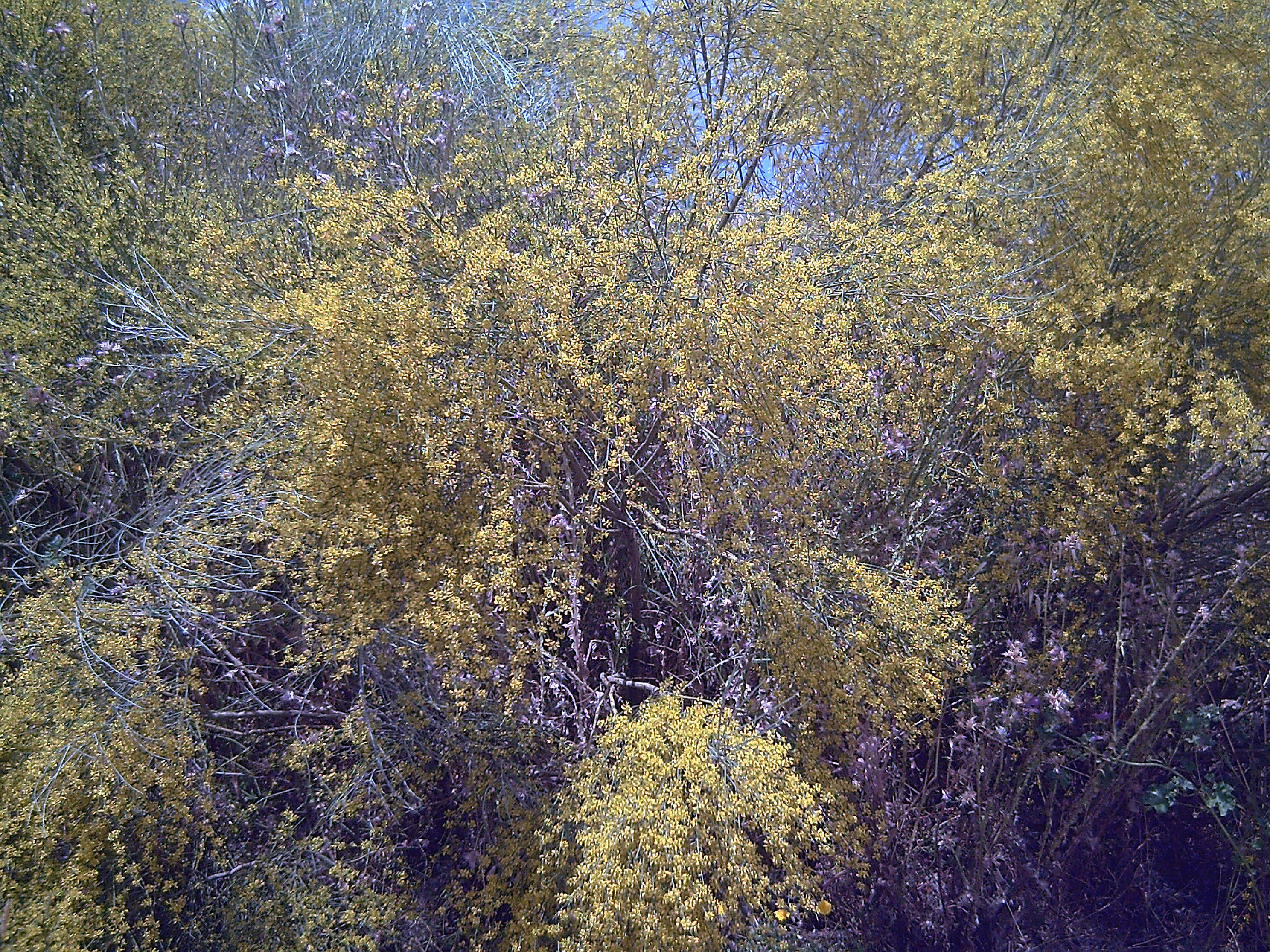
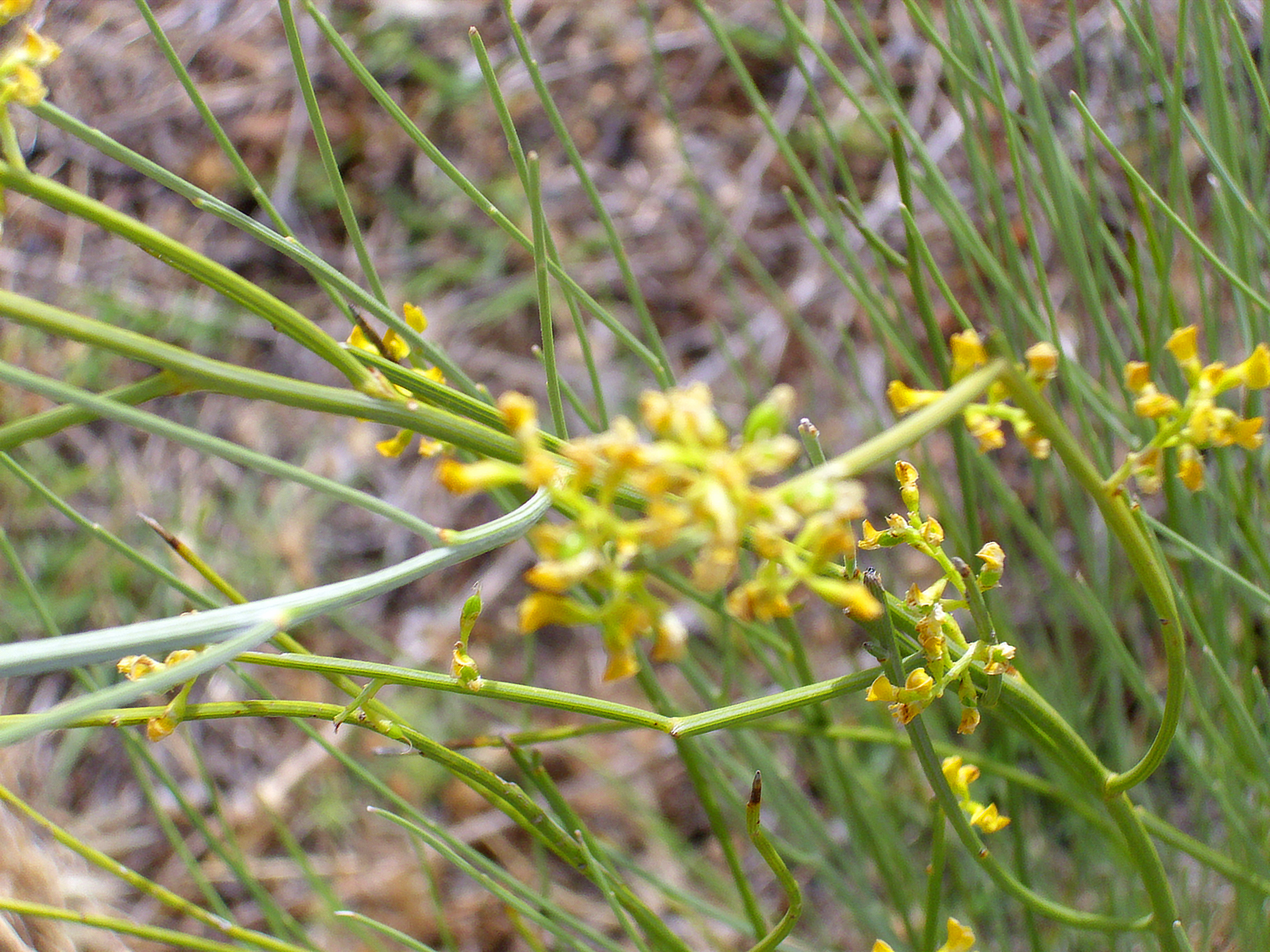
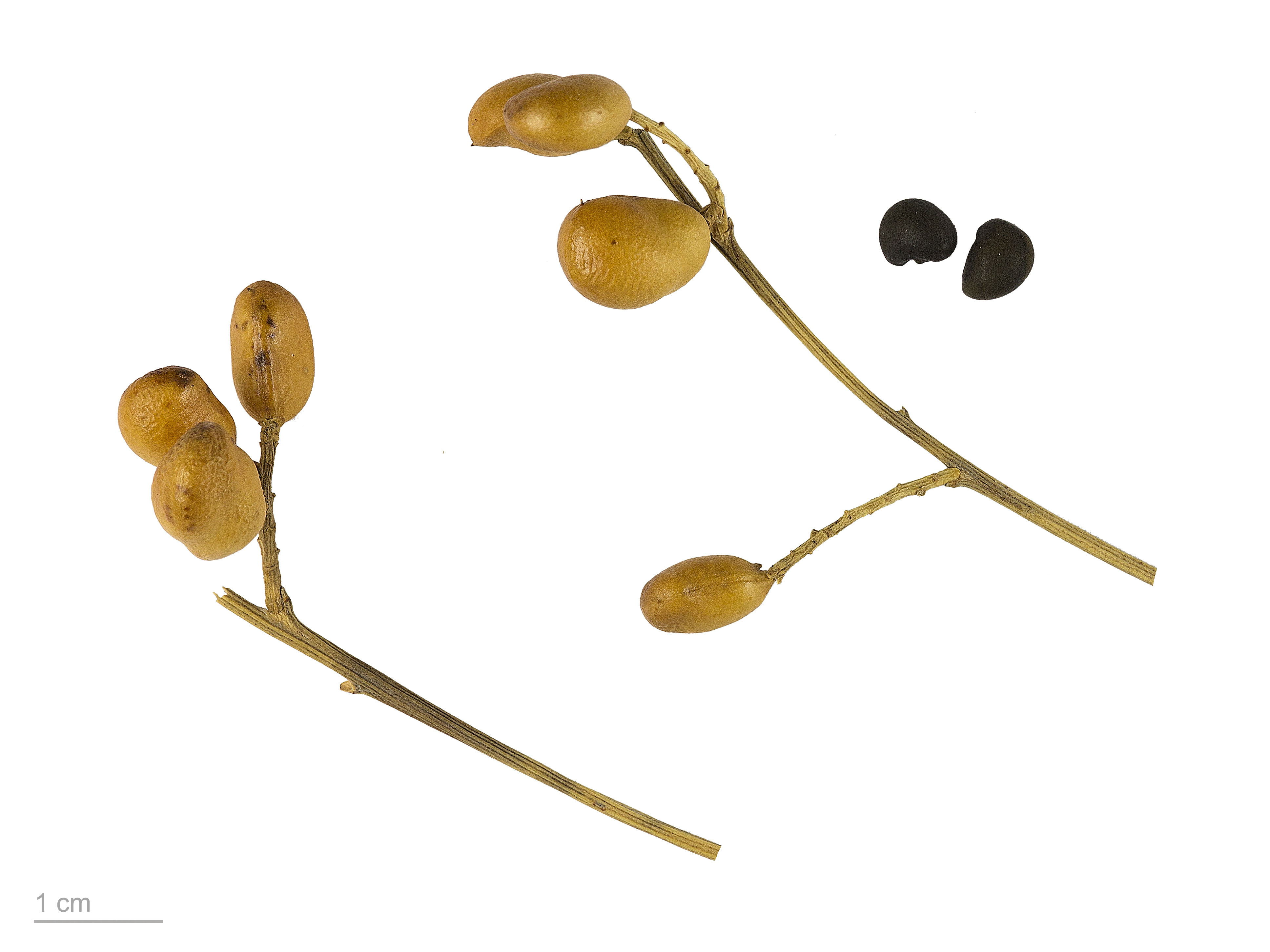
Genista sphaerocarpa - Museum specimen
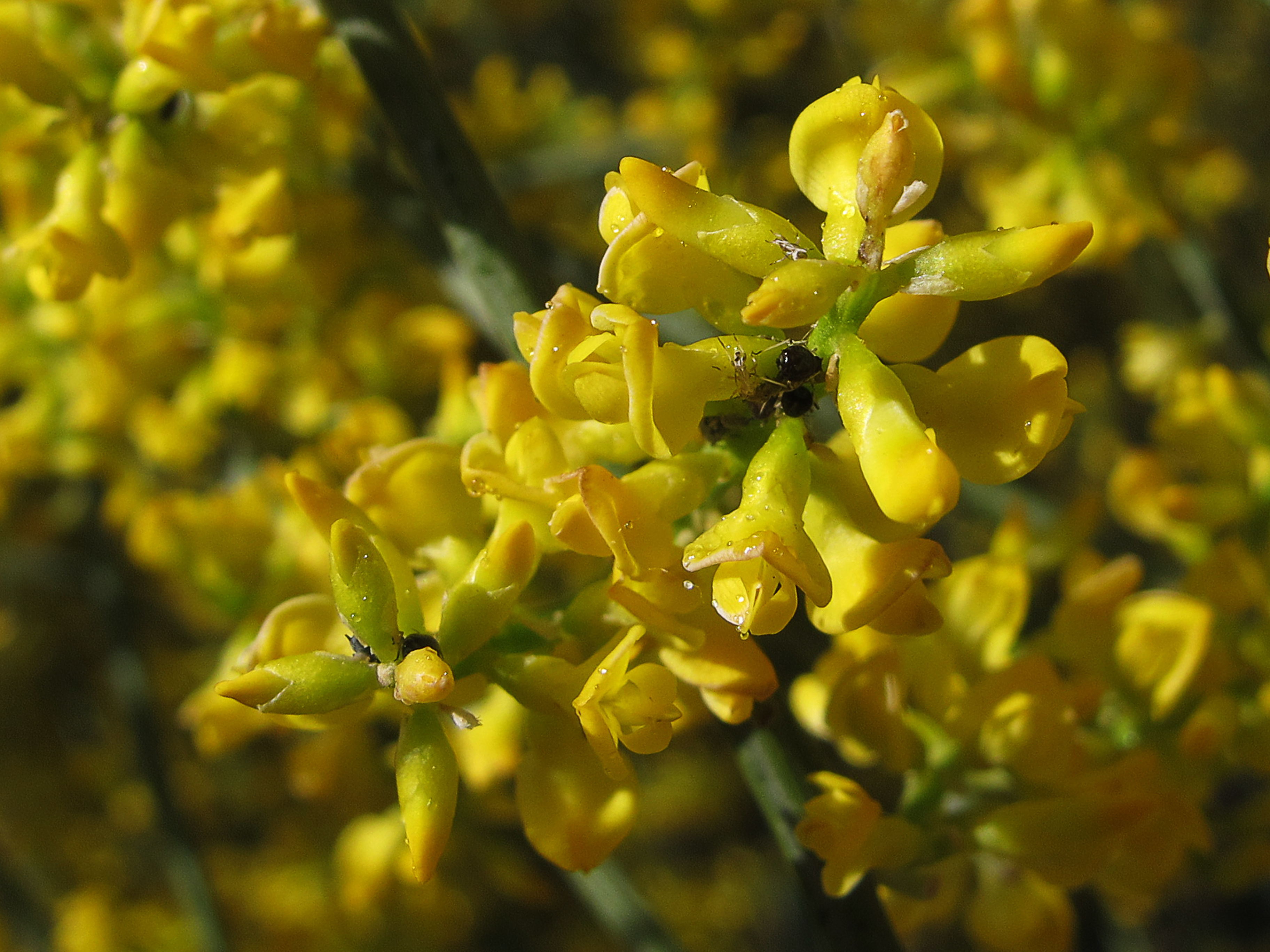